# Силово (Вологодская область)
Силово — деревня в Вытегорском районе Вологодской области.
Входит в состав Саминского сельского поселения, с точки зрения административно-территориального деления — в Саминский сельсовет.
Расположена на правом берегу реки Самина, на трассе А119. Расстояние до районного центра Вытегры по автодороге — 44 км, до центра муниципального образования посёлка Октябрьский  по прямой — 5 км. Ближайшие населённые пункты — Анциферово, Берег, Крюковская, Лахново, Саминский Погост, Титово.
По переписи 2002 года население — 34 человека (18 мужчин, 16 женщин). Всё население — русские.